# Trachyderes distinctus
Trachyderes distinctus là một loài bọ cánh cứng trong họ Cerambycidae.